# Marjorie Westbury
Marjorie Westbury (* 18. Juni 1905 in Oldbury, Worcestershire; † 16. Dezember 1989 in Maresfield bei Uckfield, Sussex) war eine britische Schauspielerin, Hörspielsprecherin und Sängerin.

## Leben
Marjorie Westbury studierte zwischen 1927 und 1930 Gesang am Royal College of Music in London. In den 1930er Jahren trat die Sopranistin häufig in den BBC-Studios von Birmingham als Sängerin auf. Ab Ende der dreißiger Jahre konnte man sie dann auch als Hörspielsprecherin erleben. Eine kleine Nebenrolle in der Hörspielserie Paul Temple Intervenes („Paul Temple greift ein“) (1942) brachte ihr 1945 die weibliche Hauptrolle („Steve Temple“) in allen weiteren Paul Temple-Mehrteilern ein. Die Hörspielreihe des Krimiautors Francis Durbridge wurde von der BBC ab 1938 produziert und erst im Jahre 1968 eingestellt.
Ihr erster Partner in Send for Paul Temple Again war Barry Morse, der später als „Lt. Philip Gerard“, dem Gegenspieler von „Dr. Richard Kimble“ (David Janssen) in der US-amerikanischen Fernsehserie Auf der Flucht weltweite Bekanntheit erlangte. Nach dem Howard Marion-Crawford in der nächsten Produktion  A Case for Paul Temple die Titelrolle sprach, übernahm in den nächsten 10 Produktionen bis 1953 Kim Peacock diesen Part. Bis zur Einstellung der Reihe sprachen dann Marjorie Westbury und Peter Coke das Ehepaar Temple. Inzwischen sind die noch erhaltenen Hörspiele dieser Reihe von dem Sender BBC Radio 4 Extra erneut ausgestrahlt worden und auch auf CD erschienen, was zu ihrer erneuten Popularität, auch bei einem jüngeren Publikum, beigetragen hat.
Mit dem Part der fiktiven österreichischen Sopranistin Elsa Strauss in der Hilda Tablet Reihe von Henry Reed hatte sie in den 1950er Jahren eine weitere langlebige Rolle beim Hörfunk inne. Auch in den 1970er und 1980er Jahren war sie als Hörspielsprecherin im Einsatz.
Ihre Karriere war vorwiegend auf den Hörfunk beschränkt, was wohl an ihrer kleinen und korpulenten Statur lag, die einen erheblichen Kontrast zu ihrer hellen und lebendigen jugendlich klingenden Stimme darstellte.
Zu ihrem 50-jährigen Jubiläum beim Hörfunk, das sie 1983 feierte, erwählte sie sich die Rolle der Helen Lancaster in  Waters of the Moon von N. C. Hunter.
Marjorie Westbury verstarb 84-jährig am 16. Dezember 1989 in ihrem Bauernhaus in Maresfield.

## Filmografie
- 1964: Stunden des Ruhms – Winston Churchills Leben und Werk (The Finest Hours) – Dokumentarfilm (als George Westbury, Stimme) – Regie: Peter Baylis
- 1975: The Girls of Slender Means – Fernsehfilm (Stimme) – Regie: Moira Armstrong

## Hörspiele als Steve Temple
- 1945: Send for Paul Temple again
- 1946: A Case for Paul Temple
- 1946: Paul Temple and the Gregory Affair
- 1947: Paul Temple and Steve
- 1947: Mr. and Mrs. Paul Temple
- 1947: Paul Temple and the Sullivan Mystery
- 1948: Paul Temple and the Curzon Case
- 1949: Paul Temple and the Madison Mystery
- 1949: The Night of the Twenty Seventh (Weihnachtsfolge)
- 1950: Paul Temple and the Vandyke Affair
- 1951: Paul Temple and the Jonathan Mystery
- 1953: Paul Temple and Steve again
- 1954: Paul Temple and the Gilbert Case
- 1955: Paul Temple and the Madison Mystery (Neuaufnahme)
- 1956: Paul Temple and the Lawrence Affair
- 1957: Paul Temple and the Spencer Affair
- 1959: Paul Temple and the Vandyke Affair (Neuaufnahme)
- 1959: Paul Temple and the Conrad Case
- 1959: Paul Temple and the Gilbert Case (Neuaufnahme)
- 1961: Paul Temple and the Margo Mystery
- 1963: Paul Temple and the Jonathan Mystery (Neuaufnahme)
- 1965: Paul Temple and the Geneva Mystery
- 1968: Paul Temple and the Alex Affair